# Rio Quieto
Der Rio Quieto ist zusammen mit seinem Quellfluss Rio Banana ein etwa 26 km langer rechter Nebenfluss des Rio Chopim im Süden des brasilianischen Bundesstaats Paraná.

## Etymologie
Quieto  bedeutet auf Deutsch still oder friedlich. Damit kommt der Charakter dieses in seinem Unterlauf sanften Flusses zum Ausdruck.

## Geografie

### Lage
Das Einzugsgebiet des Rio Quieto befindet sich auf dem Terceiro Planalto Paranaense (Dritte oder Guarapuava-Hochebene von Paraná).

### Verlauf
Das Quellgebiet des Rio Banana liegt im Munizip Coronel Vivida auf 778 m Meereshöhe. Es liegt etwa 2 km nördlich der Stadtmitte an der BR-158.
Der Fluss verläuft in westlicher Richtung. Er mündet auf 465 m Höhe von rechts in den Rio Chopim. Er ist etwa 26 km lang.

### Munizipien im Einzugsgebiet
Der Rio Quieto verläuft vollständig innerhalb des Munizips Coronel Vivida.